# 鳩山幸
鳩山 幸（はとやま みゆき、1943年6月28日 - ）は、第93代内閣総理大臣鳩山由紀夫の妻。
夫の由紀夫が理事長を務める東アジア共同体研究所の評議員。元宝塚歌劇団星組の娘役。自身をライフコーディネーター（ライフスタイルの伝導師）と呼んでいる。息子は国民民主党所属衆議院議員の鳩山紀一郎。

## 経歴

### 生い立ち
中華民国（現：中華人民共和国）の上海にて、アメリカの市民権をもつ楠瀬幸雄、秀子夫妻の二女として生まれる。1944年、戦況の悪化から母と一緒に日本に疎開し、高知県で生活を始める。その後、神戸市に引越し、神戸海星女子学院に編入した。学生時代のあだ名は、変わり者を意味する「black sheep（黒い羊）」。

### 疎開
引揚げ後、一家は高知に疎開した。近所の住民によると「みんな着物やモンペを着ていた時代に、お母さんの秀子さんはハイヒールを履いているからビックリしました。幸ちゃんも当時から華があり、フランス人形みたいにウエストがキュッとしまったワンピースを着ているんです。家には英語の本が山積みで、ご夫婦の会話が英語だったのをよく覚えています。台所をキッチンと言ってましたし、和式のトイレを洋式に改造して、座って用を足していました。私はそれが気に入って、便所を借りていたんです(笑)。こんな田舎に来るような人たちではないと言われていましたね」という。
高知を1年あまりで離れて、母・秀子の実家、神戸坂口通にあった「諏訪山ホテル東館」の脇に建てられた一軒家に移った。戦後間もない中、楠瀬家のライフスタイルは、日本人ではなく外国人そのものだった。間もなく、幸の父、幸雄は単身渡米した。

### 宝塚歌劇団時代
1959年、宝塚音楽学校入学。
1961年、宝塚歌劇団に47期生として入団。入団時の成績は47番。月組公演「春の踊り／サルタンバンク」で若みゆき（わか みゆき）として初舞台。
1962年、星組に配属。
1967年8月、宝塚歌劇団を退団。

### 結婚
1969年12月頃には渡米しており、サンフランシスコの日本料理店「蝶蝶」でマネジャーをしていた男性と結婚するが出奔する形で離婚し、1975年に鳩山由紀夫と再婚した。
鳩山由紀夫との出逢いについて、鳩山幸の回想によれば「たまたま日本に里帰りした際に知人から紹介された。その後、2人は偶然にも同じ飛行機に搭乗して再び出逢い、それから1年後にもう一度2人は偶然、サンフランシスコのダウンタウンですれ違った。運命的な出逢いだった」とされる。
当時の夫が『週刊文春』や『週刊新潮』に経緯を明らかにしたところによれば、以前に、幸を日本料理屋を経営していた元夫に紹介した知人から、スタンフォード大学に留学していた由紀夫の世話を頼まれ、面倒をみることとなり、幸も由紀夫と知りあうこととなる。近所から若い男が留守宅に通っているなどの噂を聞かされ、幸に悪い噂があるから気をつけるよう話したが、幸からは真実を打ち明けられなかったので深刻に受け止めなかったが、ある日突然、書きおきを残して幸は元夫の前から消え、それ以降は一度も音信がないとしている。2人の失踪後に、一度だけ、由紀夫の母が挨拶に現れたと述べている。この再婚に対して、一部の女性週刊誌などにおいて「略奪婚」と報じられた。なお、由紀夫は幸との結婚について略奪婚であることを公言している。
結婚後、「政治家の妻」として精力的に活動する一方、料理関係の書籍を出版している。2007年、宝塚歌劇団退団後40年ぶりに舞台に立った。2009年に夫･由紀夫の内閣総理大臣就任に伴い、宝塚歌劇団卒業生初のファーストレディになった。また、離婚歴のあるファーストレディも彼女が初めてである。

### ファーストレディ時代

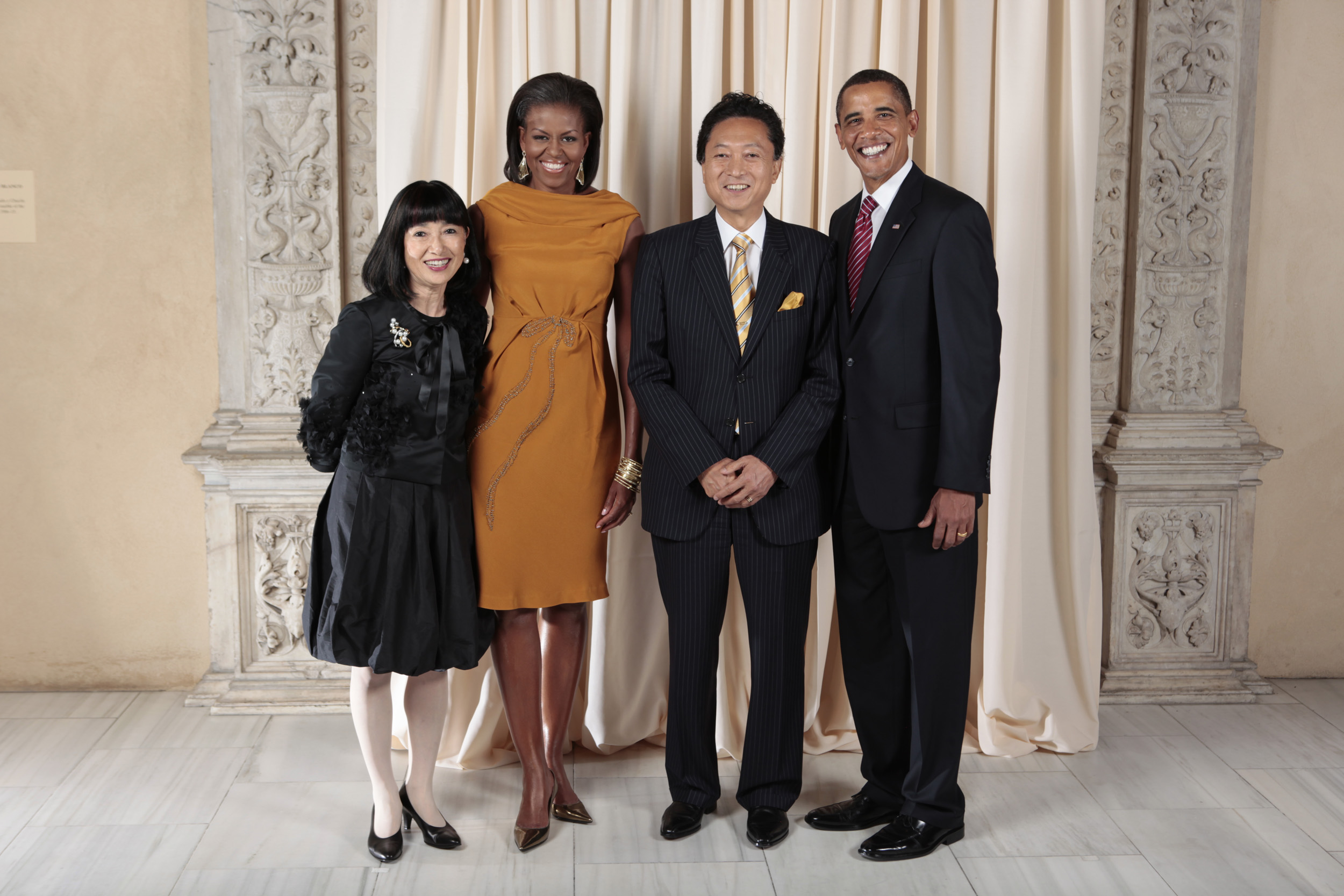
2009年9月、夫の鳩山由紀夫、バラク・オバマ・ミシェル・オバマ夫妻と並ぶ鳩山幸（最左）

内閣総理大臣夫人となってからは、ベストジーニストと日本ジュエリーベストドレッサー賞を受賞したり、首相官邸で日本ユニセフのために歌の収録をするなど、華やかなパフォーマンスで注目を集めたが、私的に韓流スターたちを首相官邸に招いて手料理で接待することに批判も集まった。また、東京国際映画祭で首相と手をつないで歩いて夫婦円満ぶりをアピールしていたが、鳩山由紀夫総理大臣の辞任には最後まで反対し、由紀夫は「説得するのに大変だった」と嘆いたという。
国際的には、奇抜な発言（後述）が話題となり、米国の時事週刊誌タイムが選ぶ「最もはじけたファーストレディ」で1位となった。

### その後
夫の内閣総理大臣退任後は、夫の由紀夫と共に東アジア共同体研究所の理事長を務めている。さらに、選挙公約で明言しつつかなわなかった「米軍・普天間基地の県外移設」の罪ほろぼしの意味を込めて「辺野古移設」の反対運動に参加している。また、作詞家・湯川れい子や日本初の女性海外特派員を務めたジャーナリスト・下村満子、同じく元ファーストレディの細川佳代子などと共にコーラスグループを作り活動をしている。

## 人物

### 韓国との関わり
韓流に深く傾倒しており、「若さの秘密は韓国ドラマを見ていること」「韓国語は、話すととても気持ちがいい」などの発言をしている。

#### 韓国俳優イ・ソジンとの繋がり
2009年9月14日を皮切りに、首相公邸などで私的に頻繁に韓国の俳優イ・ソジンと会っている。イは、永住外国人への地方参政権（選挙権）付与を求める在日本大韓民国民団（民団）の広報大使を務めている。産経新聞は、首相周辺から「特定の外国の人とばかり会うのは誤解を招きかねない」と懸念する声が出ている、と報道した。また来日する韓国の芸能人のほとんどと率先して会っており、その舞台に首相公邸などが使われていることは、「公私混同の極みである」という問題は、中国など外国メディアでも報じられている。
- 2009年9月14日 - イ・ソジンが、総理就任を2日後に控えた鳩山由紀夫の東京事務所を表敬訪問。イが鳩山に、韓国の与党ハンナラ党の鄭夢準代表からの祝意と「是非近いうちに訪韓されることを期待する」とのメッセージを伝える[21][22]。同席した幸は、調理から盛り付けまでを自ら行って、イ・ソジンを接待した。イ・ソジンからチマ・チョゴリをプレゼントされた幸は「近い将来、韓国を訪問するときに着ていく」と語った [23]。
- 2009年11月27日 - イ・ソジンが、幸の個人事務所を訪問。イ・ソジンの母親が漬けた白菜キムチと韓国人画家の絵、韓国製薬メーカーの健康食品のプレゼントを受ける[24]。
- 2009年11月28日 - イ・ソジンが宿泊する東京・赤坂のホテル「ザ・リッツ・カールトン東京」を鳩山夫妻が訪問。ホテル内のカフェ「カフェ＆デリ」で会食。幸はイにマフラーをプレゼント[24][25]。
- 2010年1月8日 - イ・ソジンと東京・紀尾井町の「ホテルニューオータニ」内の日本料理店「なだ万」において夫妻で会食。幸は誕生日を控えるイにジャンパーをプレゼント[26][27]。
- 2010年3月17日 - イ・ソジンとイ・ソジンの母、姉2人らを首相公邸に招待。午後5時頃、公邸に到着した一行に天ぷらや鳥の手羽先などの手料理と総理夫妻行きつけの寿司屋から取り寄せた特製寿司を振る舞った。イは幸に韓国の伝統衣装チマチョゴリをプレゼント。幸は「近い将来、韓国を訪問するときに着ていく」と語った。鳩山総理は午後9時半すぎに合流。「いつもキムチを送ってくれてよく食べている」と述べた[28]。

2010年3月23日、参議院予算委員会において、自民党所属の参議院議員山本一太が、3月17日に首相公邸で行われたイ・ソジンとの会食を取り上げた。「お気に入りの韓流スターを公邸に招き、手料理をふるまったのは日韓親善を考えた外交政策だったのか?それとも個人的趣味だったのか?」の質問に対して、鳩山は「妻の自主性に任せているので、これ以上のことは私にはわからない」と答弁した。山本は「国民の生活状況は苦しい。母親から12億円もらっても気がつかないという首相同様、庶民感覚からずれている。総理官邸のKYカップルと呼ばれてもしかたがない」と批判した。

#### 韓国俳優ペ・ヨンジュンとの親交
- 2009年9月30日 - 東京ドームで開催されたペ・ヨンジュンの出版記念イベントにわざわざ出向いている。イベント前に10分間、非公開で会談。その後のイベントではVIP席から観覧した。このイベントには幸のほか、民主党衆議院議員も多数出席[30]。
- 2009年10月9日 - 体調を崩していたペ・ヨンジュンに、訪韓していた鳩山夫妻が日本の外務省を通じて花束を贈った。当初はペ・ヨンジュンが入院する病院を鳩山夫妻が直接訪れる計画を示したが、警護の問題などから見送られた。このことは「いくら韓流ファンとはいえ、日本の首相夫妻が健康を崩した韓国の芸能人を心配して花束を贈るのは異例のことだ」と韓国紙『中央日報』に報じられた[31]。

#### 韓国俳優イ・ビョンホンとの親交
- 2010年1月21日 - 第２１回日本ジュエリーベストドレッサー賞で、イ・ビョンホンが男性部門を、鳩山幸が女性部門を受賞し、二人は表彰式の舞台上でキムチなどの会話で盛り上がった。

### 料理評論家
マクロビオティック食の提唱者として、料理研究本を出版している。
「食事の際にはキムチを欠かさない」など韓国文化に深く傾倒している。「(イ・ソジンの母が作った白キムチを食した後)このキムチを作る方法を学びに韓国に行かなくては」と由紀夫に訪韓を懇願したり、2010年に開催された「日韓交流お祭り」では韓国の民族衣装を着てキムチの美味しさをアピールするなど、キムチに対するこだわりは特に強い。

### 独特の服飾センス
夫の服装は彼女がしばしば選んでいるらしく、BBQパーティで着ていたハート柄のワイシャツや総理就任時に着けていた金色のネクタイとハンカチなどは彼女のチョイスであるとされる。ちなみに、風水で知られるDr.コパは、この金色のネクタイとハンカチについて、『金色は鳩山由紀夫氏が物事の中心に立てる様にしてくれるラッキーカラー』という趣旨の発言している。
2010年1月27日、「第21回国際宝飾展IJT2010」(主催:リード エグジビション ジャパン、日本ジュエリー協会)において、「第21回日本ジュエリーベストドレッサー賞」の女性部門特別賞を授与された。翌28日の参議院予算委員会において、自民党の世耕弘成参議院議員から「大不況で国民が苦しみ、首相自身に政治資金だけでなく、所得税の疑惑がある中で、こうした賞を受けるべきだったのか」と批判された。

### 奇矯な発言癖
「宇宙人に誘拐されて金星に行った」、「私はトム・クルーズが前世で日本人だったと知っている」、「太陽をちぎって食べている」などと発言した（ただし、これは自身が光合成を行うことの比喩表現である）。夫の総理就任が確実になり、多くのメディアがこれらの発言をとりあげた。トム・クルーズの話はサイエントロジーや新世代スピリチュアルとの関係で語られた。「日本の次期ファーストレディは、『はじけた』女性」、「日本の新しいファーストレディは金星人ではない、行ってきただけ」などと評された。「前世で一緒だったトム・クルーズと映画を競演したい」と発言している。NYではNUTSとも呼ばれており在米日本人ブログでも取り上げられた。
その言動から「キャラ作りをしているのでは？」との質問に対して、「キャラ作りは昔から好きです」と答えている。

### 髙橋大輔の追っかけ
- 髙橋大輔の熱心な追っかけで、世界を回っている。

## 系譜

### 楠瀬家
（高知県高知市春野町） - 父の生家
高知県吾川郡春野町（現高知市）で「茶屋」という屋号をもつ楠瀬家は、土地やいくつもの蔵をもつ裕福な一族であった。
祖父･楠瀬豊吉は20世紀初頭に渡米し、シアトルの製材所で親方として働き、寄宿舎を建て、渡米してきた日本の若者たちを住まわせて職探しを手伝ったり、慈善事業のようなこともやっていた。豊吉は昭和6年（1931年）死去。幸の叔母多鶴（幸雄の妹）によると「高知県出身の私の父・楠瀬豊吉は20世紀初頭に渡米し、シアトルの製材所で親方として働き、日本人の母とのあいだに、兄の幸雄や私が生まれました。父は寄宿舎を建て、渡米してきた日本の若者たちを住まわせて職探しを手伝ったり、慈善事業のようなこともやってました。その父が亡くなったのは1931年（昭和6年）、私は13歳、4歳上の幸雄がアラスカにサーモン漁に出かけている時でした。高知にある遺産を相続するため、私たち家族は日本に戻ることになったのです」「兄は高知の工業高校を出た後、大阪の工業新聞で記者として働き始めました。戦争が始まると、私たちは、辛かったですね。毎月、家に憲兵隊がやってきて、『どちらが戦争に勝つか』と聞くのです。私は母親から『絶対にアメリカって言うんじゃありませんよ』と言われていました。それに、英語も禁止されたのです｣ という。
豊吉が亡くなると、アメリカの市民権を持ったまま父幸雄は帰国。高知の工業高校を出た後、大阪の工業新聞で記者として働き始めた。西宮に住むようになった幸雄は、橋本秀子と出会い結婚した。秀子と幸雄は結婚後、上海に移り住んだ。
幸雄の妹多鶴によると「兄の幸雄は神戸で貿易会社を始めましたが、優しく親切な性格で、ガツガツした商売人には向いていなかった。戦後すぐにアメリカに戻った私も仕送りしましたが、結局、兄は貿易会社をたたみました。そして当時、私が住んでいたシカゴに単身でやってきたのです。シカゴでは工場勤務で2つのシフトを掛け持ちして働きづめでした。一時は、金属片で片腕に大けがを負ったこともありましたね」という。 シカゴで働く幸雄は、妻と二人の娘がアメリカに来るものだと思い、待ち続けたという。 再び一家四人で暮らせるように、家庭用の大きな鍋もキッチンに買いそろえた。しかしテーブルを家族がそろって囲むことは2度となかった。｣という。
幸は父親について、「小学校2年生の時に、仕事先のアメリカで、ガンで亡くなったんです。会えないまま、訃報だけが届きました」 （「週刊女性」2007年3月13日号)と言ったり、別のインタビューでは、小学4年の時に他界したと答えている。しかし、事実はそうではなく、「父との別れ」の真相は両親の離婚であり、父が亡くなったのは幸が15歳の時だった。

### 橋本家
（兵庫県神戸市） - 母の生家
母秀子が育った神戸の橋本家も、父幸雄の家に似て、慈善活動を行う篤志家だった。
母方の祖父橋本楠治（くすじ）は戦前、神戸の海岸通で船員に服を売るテーラーを営んでいた。楠治（くすじ）について、水野美禰子・離宮ハイツ理事長によると「幸さんの母方の祖父、橋本楠治さんはサンタクロースのような白い髭をたくわえた方で、クリスマスになると、赤い服を着て、大きな袋をもって施設にみえるんです。子供たちから〝髭のおじさん〟と慕われていました」という。
そのうち、船員が泊まる所がなくて困っていると聞き、県庁近くの山本通でホテルを始めた。楠治（くすじ）は家に牧師を呼んで集会を行い、戦後は私財を擲って戦争未亡人のための母子寮を開寮した。それが、神戸市の母子生活支援施設として現存する「離宮ハイツ」である。
楠治（くすじ）の三女で、母子寮の元理事長である橋本君子によると「戦前、父は神戸の海岸通で船員さんに服を売るテーラーを営んでいました。 そのうち、船員さんが泊まる所がなくて困っていると聞き、県庁近くの山本通で旅館を始めたのです」「秀子さんは私より9歳上で、父の前妻の子供です。秀子さんは英語が抜群にうまく、小学校を卒業すると、いきなりパルモア英語専門学校に進みました。『ふつうは高校生の年齢から進学する学校や』と言われていたのに、成績優秀だったんです。旅館に泊まりに来る人たちが秀子さんの英語を耳にすると、『あの人の英語は違う。普通に習っても、 あんなに綺麗に喋れない』と驚いていました」という。
背が高く美人だった母秀子は、宝塚歌劇団を希望したが、「手に職を」という父の方針に従い英語を身につけたという。そして、アメリカの市民権をもつ楠瀬幸雄と結婚すると、上海に渡った。
```
　　
　　　　　　　　米国人
　　　　　　　　　┃
　　　　　　　　　┣━━━━━米国人
　　　　　　　　　┃
　　　　　　┏楠瀬幸雄
楠瀬豊吉━━┫　　┃　　　　　┏女
　　　　　　┗多鶴┃　　　　　┃
　　　　　　　　　┣━━━━━┫男
　　　　　　　　　┃　　　　　┃┃
橋本楠治━━━━秀子　　　　　┗幸　
　　　　　　　　　　　　　　　　┃
　　　　　　　　　　　　　　　　┣━━━━━鳩山紀一郎
　　　　　　　　　　　　　　　　┃
　　　　　　　　　　　　　　鳩山由紀夫

```

## 著書

### 単著
- ようこそ「鳩山レストラン」へ（講談社、1999年）
- 鳩山幸 Have a Nice Time!（扶桑社、2000年）
- ようこそ鳩山家へ（ベストセラーズ、2001年）
- 鳩山幸のスピリチュアルフード（扶桑社、2004年）

### 共著
- （塩原洋子）楽楽宣言 子育てを楽しむヒント（扶桑社、1996年）
- （塩原洋子）魔法のつえ見つけた（扶桑社、2001年）
- （池田明子）私が出あった世にも不思議な出来事（学習研究社、2008年）

## 論文
- 国立情報学研究所収録論文 国立情報学研究所

## 雑誌連載
- ムー（2008年9月 30巻 9号 通巻334号まで、学習研究社）『ミラクル対談』を連載

## 出演

### テレビ
- 青春の言葉（1964年12月3日～1965年1月21日、日本テレビ） ※出演時の名は「若みゆき」[41]
- 巳年春浪花酔醒（1965年1月2日放送、NHK） ※出演時の名は「若みゆき」
- サンデージャポン（TBS）
- バニラ気分（フジテレビ）
- ダウンタウンDX（読売テレビ）
- 美女放談（テレビ東京）
- 最終警告!たけしの本当は怖い家庭の医学（ABC）
- 1億人の大質問!?笑ってコラえて! 3時間スペシャル（2009年12月23日放送、日本テレビ）
- SMAP×SMAP 新春ドリームスペシャル（2010年1月4日放送、関西テレビ・フジテレビ）
- おしゃれイズム 春の1時間スペシャル（2010年3月28日放送、日本テレビ）

### 舞台
- 2007年9月、博品館劇場「フレンドシップ 約束」